# Alphonsus de Guimaraens

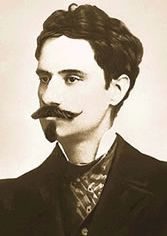
Alphonsus de Guimaraens

Alphonsus de Guimaraens (wirklicher Name Afonso Henrique da Costa Guimarães; * 24. Juli 1870 in Ouro Preto, Minas Gerais, Brasilien; † 15. Juli 1921 in Mariana, Minas Gerais, Brasilien) war brasilianischer Schriftsteller.

## Werke
- Dona  Mística
- Kiriale
- Câmara ardente
- Pastoral aos crentes do amor e da morte
- Setenário das dores de Nossa Senhora
- Nova primavera
- Escada de Jacó
- Pauvre Lyre (in Französisch)